# Skymark Airlines
Skymark Airlines Inc. (スカイマーク株式会社, Sukaimāku Kabushiki-gaisha) è una compagnia aerea a basso costo giapponese con sede all'aeroporto di Haneda a Ōta, Tokyo, Giappone. Opera servizi di linea con base principale all'aeroporto di Haneda, ma è anche il vettore dominante all'aeroporto di Kobe e l'unica compagnia aerea giapponese che offre servizi di linea regolari all'aeroporto di Ibaraki a nord di Tokyo.
Skymark è stata la prima compagnia aerea low cost stabilita in Giappone ed è l'unico vettore che offre voli nazionali all'aeroporto di Haneda in concorrenza con il duopolio di All Nippon Airways (ANA) e Japan Airlines (JAL). L'imprenditore Shinichi Nishikubo ha controllato l'azienda dal 2003 al 2015, quando il vettore ha presentato istanza di protezione dal fallimento dopo aver tentato un'espansione della flotta e dei servizi.
Nell'agosto 2015, i creditori di Skymark hanno deciso di ristrutturare la compagnia aerea sotto il controllo del fondo di private equity giapponese Integral Corporation (50,1%), con investimenti di minoranza di All Nippon Airways (16,5%), Sumitomo Mitsui Banking Corporation e Development Bank of Japan (33,4%). Rimane la più grande compagnia aerea indipendente in Giappone e l'unico vettore low cost indipendente, poiché gli altri vettori low cost sono controllati da ANA o JAL.

## Storia

### Operazioni a basso costo (1996-2010)
Skymark Airlines è stata fondata nel novembre 1996 come compagnia aerea nazionale indipendente dopo la deregolamentazione del settore aereo giapponese e ha iniziato ad operare il 19 settembre 1998. Originariamente era di proprietà di un consorzio di investitori guidato dall'agenzia di viaggi H.I.S. e guidato da Hideo Sawada; un altro importante investitore iniziale è stata la società di leasing Orix. Il suo piano aziendale iniziale prevedeva che avesse sede all'aeroporto Itami di Osaka. Takashi Ide, ex capo delle operazioni di British Airways in Giappone, è stato assunto come CEO della compagnia nel 1998.
Skymark è stata in grado di ottenere sei slot all'aeroporto di Haneda a Tokyo nel marzo 1997 e ha trasferito la sua sede nel distretto di Hamamatsucho a Tokyo nel marzo 1998. Il suo primo volo di linea da Haneda a Fukuoka è stato il 19 settembre 1998; rotte da Itami a Fukuoka e Sapporo sono state aggiunte nel 1999, poi sospese nel 2000 per offrire più frequenze sulla Haneda-Fukuoka.
Nel 2002, Skymark ha preso in consegna un terzo Boeing 767 e ha iniziato il servizio sulla rotta Haneda-Kagoshima, così come il servizio charter da Haneda a Seul. Nel 2003, con un quarto 767 noleggiato da All Nippon Airways, iniziò il servizio per Aomori e Tokushima.
La compagnia aerea ha subito notevoli perdite nei suoi primi anni di attività. Ha considerato brevemente una ricapitalizzazione guidata da Commerzbank, ma ha deciso di non accettare tale investimento. Nell'agosto 2003, Sawada ha invitato l'imprenditore Shinichi Nishikubo a diventare il maggiore azionista di Skymark con un investimento di 3,5 miliardi di yen (avendo guadagnato circa 9 miliardi di yen dall'IPO della sua società Internet nel 2000). Nishikubo ha assunto la carica di CEO nel 2004, mantenendo Ide come "co capo" grazie all'esperienza di Ide nel settore dell'aviazione.
L'11 dicembre 2003, Skymark ha annunciato di aspettarsi un profitto di 470 milioni di yen per il semestre fiscale terminato il 31 ottobre, il primo profitto realizzato dall'inizio delle operazioni della compagnia aerea.
Skymark ha stretto una partnership di code share con Japan Airlines a partire dal servizio Haneda-Osaka Kansai nel 2005-2006, e successivamente sulla rotta Tokyo Haneda-Kobe dall'apertura dell'aeroporto di Kobe nel 2006. JAL si è ritirata da Kobe nel 2010, mentre Skymark l'ha trasformata in una base secondaria. Skymark ha acquistato i diritti di denominazione per il Kobe Sports Park Baseball Stadium dal 2005 al 2010.
Skymark ha annunciato nell'aprile 2010 che avrebbe avviato un servizio "Narita Shuttle" dall'aeroporto Internazionale di Narita ad Asahikawa, Sapporo, Fukuoka e Okinawa tra la fine del 2011 e l'inizio del 2012.

### Passaggio ai servizi premium (2010-2014)
Nel novembre 2010 Skymark ha annunciato negoziati con Airbus per un ordine di quattro Airbus A380 e due facoltativi, diventando così la prima compagnia aerea giapponese a ordinare questo tipo di aereo. L'intenzione era quella di utilizzare l'aereo su rotte a lungo raggio in partenza dall'aeroporto di Narita, come Londra, Francoforte, Parigi e New York, e di operarlo in una configurazione a due classi a 394 posti, di cui 114 in business class e 280 in premium economy.
Quando Skymark ha iniziato a prepararsi per i servizi internazionali nel 2012, ha dovuto affrontare la forte concorrenza di un nuovo gruppo di vettori low cost in Giappone, in particolare di AirAsia Japan (in seguito Vanilla Air) e Jetstar Japan. Ciò ha portato a una riduzione delle frequenze sulle rotte altamente contese come Narita-Sapporo e Narita-Fukuoka e a una rifocalizzazione degli aerei su rotte più esclusive come Narita-Ishigaki.
Skymark ha proposto un'offerta nazionale più competitiva stipulando contratti di locazione per sette Airbus A330-300 nel luglio 2012, annunciando che avrebbe equipaggiato questi velivoli in una configurazione premium di classe singola da 271 posti paragonabile all'offerta nazionale di "Classe J" di Japan Airlines, per conquistare quote di mercato tra i viaggiatori d'affari sulle principali rotte nazionali da Tokyo a Fukuoka e Sapporo.
In modo alquanto controverso, Skymark ha annunciato che gli assistenti di volo degli A330 avrebbero indossato uniformi in minigonna, in contrasto con le solite divise polo di Skymark, per i primi sei mesi di operatività di ciascuna rotta. La Federazione giapponese degli assistenti di cabina si è lamentata pubblicamente dell'idea, sostenendo che le uniformi non erano sicure per le donne che le indossavano e avrebbero portato a molestie e oggettivazione.
Nel 2013, Delta Air Lines era molto interessata ad avviare un accordo di codeshare con Skymark, principalmente a causa dell'espansione dei propri servizi da e verso Tokyo. A seguito dell'investimento di ANA in Skymark, tuttavia, la possibilità di un accordo e di un'ulteriore partnership con Delta è stata ridotta.

### Recessione finanziaria e perdite (2014-2015)

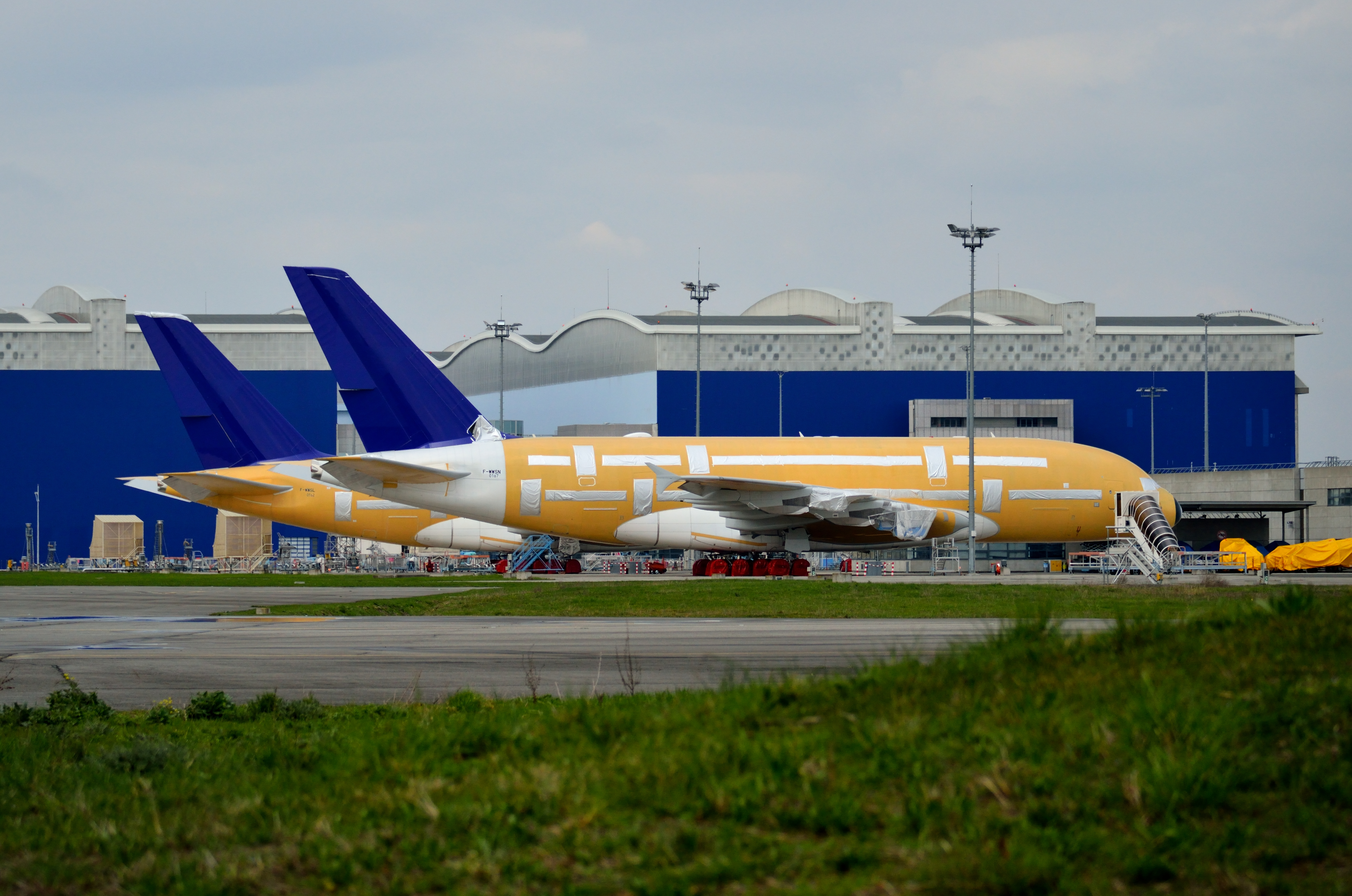
Due dei sei A380 ordinati della compagnia, visti in storage a lungo termine a Tolosa.

Le finanze di Skymark sono state duramente colpite dalle fluttuazioni dei tassi di cambio. Nel febbraio 2011, nel momento dell'ordine per gli A380, lo yen giapponese veniva scambiato a livelli storicamente elevati di circa 82 yen per dollaro statunitense. Dopo l'introduzione della politica Abenomics alla fine del 2012, lo yen è precipitato di valore, raggiungendo circa 102 yen per dollaro all'inizio del 2015. Molti dei principali investimenti e spese di Skymark erano stati fatti in dollari, inclusi gli ordini A380, i contratti di locazione A330 e i relativi costi del carburante. Skymark ha registrato la sua prima perdita netta in cinque anni per l'anno fiscale marzo 2013-2014.
All'inizio di febbraio 2014, Skymark ha annunciato che avrebbe ridimensionato le operazioni da Narita a sole tre destinazioni (Sapporo, Yonago e Okinawa) a causa della concorrenza dei vettori low cost, prevedendo di ridistribuire i 737 per servizi charter verso destinazioni come Guam.
Airbus ha completato il primo A380 per Skymark nell'aprile 2014 e ha inviato l'aereo in Germania per la configurazione della cabina. A maggio, Skymark ha chiesto di riprogrammare un incontro con una banca europea coinvolta nel finanziamento del suo ordine. Airbus ha interpretato questo come un segnale per cui Skymark stava cercando di rinegoziare il contratto e a giugno ha inviato un team di consulenti finanziari alla sede della compagnia. Dopo una settimana di incontri è stato proposto un emendamento al contratto di acquisto, a condizione che se Skymark non avesse raggiunto un determinato obiettivo di ricavo, Nishikubo sarebbe stato obbligato a vendere le sue azioni a un investitore esterno scelto da Airbus. Nishikubo ha respinto questa proposta all'inizio di luglio, ritenendo che ci fosse una possibilità significativa che Skymark avrebbe mancato l'obiettivo.
Alla fine di luglio, Airbus ha annunciato di aver annullato gli ordini di A380 della compagnia aerea, adducendo preoccupazioni sulla capacità della compagnia di finanziare l'acquisto alla luce della sua scarsa performance finanziaria. Nishikubo si è lamentato che la compagnia aerea non ha avuto l'opportunità di rivedere il contratto, ma ha semplicemente ricevuto un fax che la informava della risoluzione. Dopo ulteriori trattative, Airbus ha citato in giudizio Skymark per il risarcimento dei danni in un tribunale di Londra; è stato riferito che Skymark aveva già pagato ad Airbus 26,5 miliardi di yen e avrebbe potuto incorrere in sanzioni fino a 70 miliardi.
Gli A330 di Skymark sono entrati in servizio sulla rotta Haneda-Fukuoka nel giugno 2014, ma la capacità aggiuntiva dei posti ha ridotto i fattori di carico. Sebbene i 737 di Skymark fossero prenotati per oltre l'80% della capacità fino a maggio 2014, gli A330 molto più grandi erano prenotati solo per il 67%, mentre ANA o JAL avevano fattori di carico simili con aeromobili di capacità molto più elevata. Nel tentativo di aumentare le entrate, Skymark ha aumentato del 23% le tariffe di acquisto anticipato sulla rotta in ottobre, avvicinandole al livello di JAL e ANA e danneggiando ulteriormente la competitività del servizio.
Con l'allungarsi della disputa sull'Airbus, Skymark ha cercato nuove fonti di denaro. Nel novembre 2014 ha annunciato che stava esplorando una cooperazione con Japan Airlines in base alla quale i 36 viaggi giornalieri di andata e ritorno di Skymark da e per l'aeroporto di Haneda sarebbero stati condivisi con JAL, previa approvazione del Ministero del Territorio, delle Infrastrutture e dei Trasporti. Il governo giapponese ha fatto pressioni per rendere trilaterale il codeshare sia con JAL che con ANA, riflettendo la preferenza del Partito Liberal Democratico al governo per ANA. Skymark ha anche tentato la vendita e la retrolocazione di aerei per oltre 1 miliardo di yen, negoziando con una società commerciale affiliata a JAL e poi con una società commerciale affiliata ad ANA. Nel gennaio 2015, ANA ha rifiutato di fornire supporto finanziario a Skymark e anche diversi fondi di investimento si sono opposti alla prospettiva di iniettare denaro nella società.

### Bancarotta (2015-2016)
Skymark ha presentato istanza di protezione dal fallimento ai sensi della Corporate Rehabilitation Law (equivalente a un fallimento ai sensi del Capitolo 11 negli Stati Uniti d'America o a un'amministrazione controllata nel Regno Unito) presso il tribunale distrettuale di Tokyo nel gennaio 2015 dopo aver riportato 71 miliardi di yen (o 571,3 milioni di dollari statunitensi) in passività. Nishikubo si sarebbe dimesso dalla carica di CEO e sarebbe stato sostituito dal CFO Masakazu Arimori. Skymark ha annunciato che gli A330 sarebbero stati ritirati dalle operazioni a marzo e che vari servizi per Okinawa e Kyushu sarebbero stati eliminati. Nel tentativo di riguadagnare competitività di prezzo, Skymark ha introdotto una tariffa di 8.000 yen sulla rotta Haneda-Fukuoka, 1.800 in meno rispetto al prossimo concorrente più economico, StarFlyer. Skymark è stata contattata da diversi potenziali sponsor all'inizio della sua procedura fallimentare, tra cui ANA, AirAsia, Delta Air Lines e American Airlines.
Il piano di ristrutturazione di Skymark, presentato alla corte a maggio, prevedeva che il fondo di private equity giapponese Integral, sponsor del turnaround, possedesse il 50,1% della società ricapitalizzata, ANA il 16,5% e il restante 33,4% di proprietà di un fondo di investimento controllato dal governo.
Intrepid Aviation e Airbus, che insieme detenevano circa due terzi del debito di Skymark, si sono opposte al piano e Intrepid ha presentato un piano concorrente che richiedeva un'altra compagnia aerea (non specificata) per sponsorizzare la ristrutturazione di Skymark. Secondo quanto riferito, Intrepid aveva contattato diverse compagnie aeree straniere in cerca di supporto per questo piano alternativo.
Nella votazione finale dei creditori del 6 agosto 2015, il piano sostenuto da ANA e Integral ha sconfitto il piano concorrente sostenuto da Intrepid e Delta. Inizialmente si pensava che il piano di Delta fosse il favorito sulla base del rapporto più stretto di Airbus con Delta, ma alla fine Airbus ha cambiato posizione e ha sostenuto il piano di ANA. Il Nihon Keizai Shimbun ha riferito che ANA aveva fatto un'offerta condizionale a fine luglio per l'acquisto di aeromobili Airbus, che Delta non ha rispettato entro la scadenza prescritta di mezzanotte, portando Airbus a cambiare posizione sulla ristrutturazione. ANA ha contemporaneamente annunciato un ordine per tre Airbus A380 alla fine del 2015, scelta non coerente con il suo piano generale della flotta, portando a ipotizzare che avesse accettato di ordinare gli A380 di Skymark in cambio del supporto di Airbus.

### Post-bancarotta (2016-presente)
Dopo essere uscita dal fallimento nel 2016, le finanze di Skymark sono migliorate più rapidamente del previsto; la società ha registrato un utile operativo di 6,7 miliardi di yen nell'anno fiscale 2016-2017 e ha concentrato l'espansione della rete dai suoi hub di Kobe e Ibaraki, annunciando piani per 150 voli giornalieri nell'estate 2018, rispetto ai 138 dell'estate 2017. A dicembre 2017, la compagnia aerea prevedeva di rimettere in vendita le sue azioni entro il 2020.
Skymark ha annunciato nel giugno 2018 che intendeva offrire voli charter internazionali da Narita a Saipan e Palau, i suoi primi servizi internazionali, con i voli per Saipan che sarebbero diventati voli di linea alla fine del 2019. Nell'agosto 2020, la compagnia ha annunciato l'aeroporto di Shimojishima come nuova destinazione, con voli a partire da ottobre 2020.
Nel gennaio 2023, Skymark ha annunciato ordini per quattro Boeing 737 MAX (due 737 MAX 8 e due 737 MAX 10), oltre a opzioni per l'acquisto di uno di essi, e un piano per il leasing di altri sei MAX 8. L'entrata in servizio dei nuovi aerei è prevista tra il 2025 e il 2027.

## Flotta

### Flotta attuale

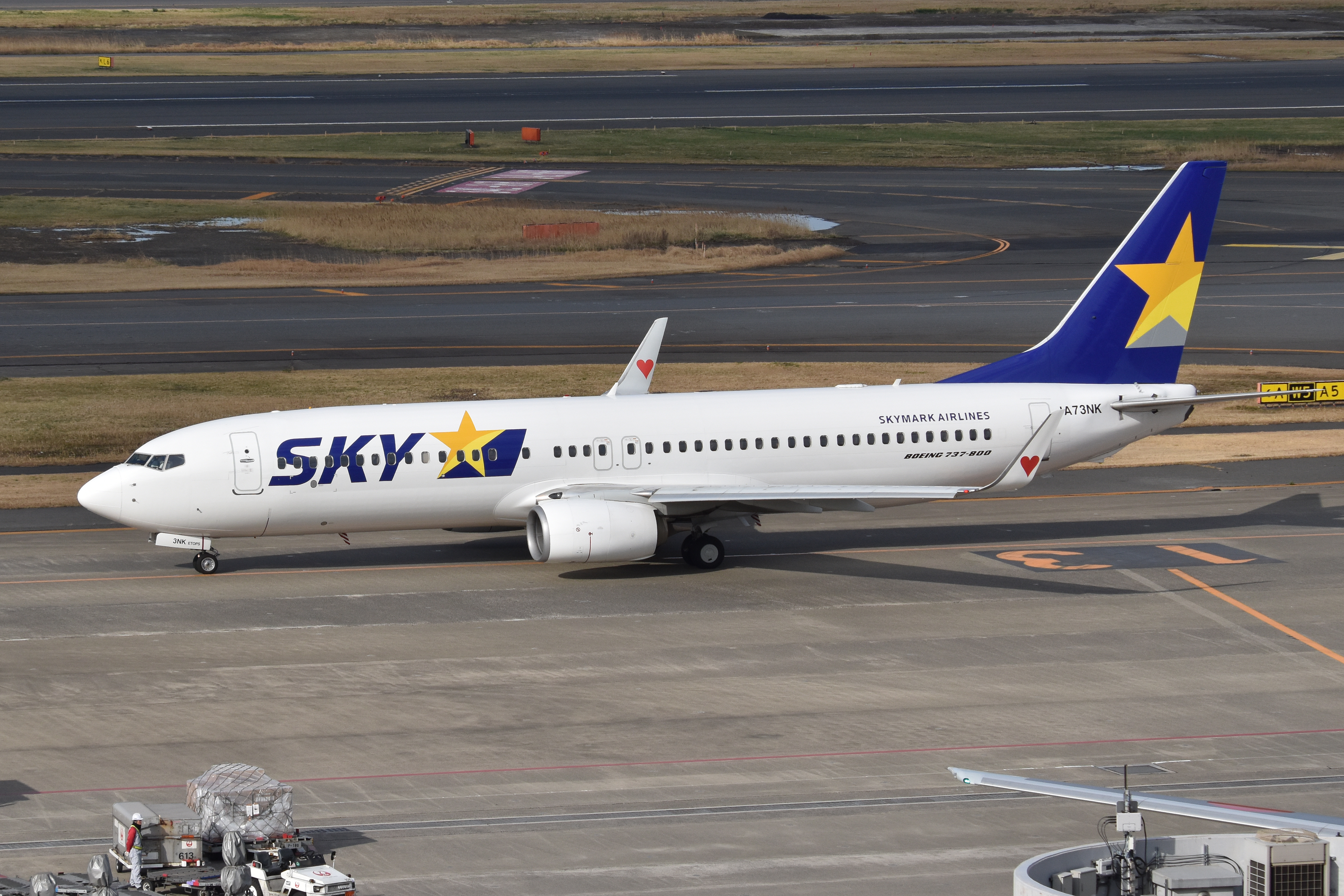
Un Boeing 737-800.

Ad ottobre 2024 la flotta di Skymark Airlines è così composta:

### Flotta storica

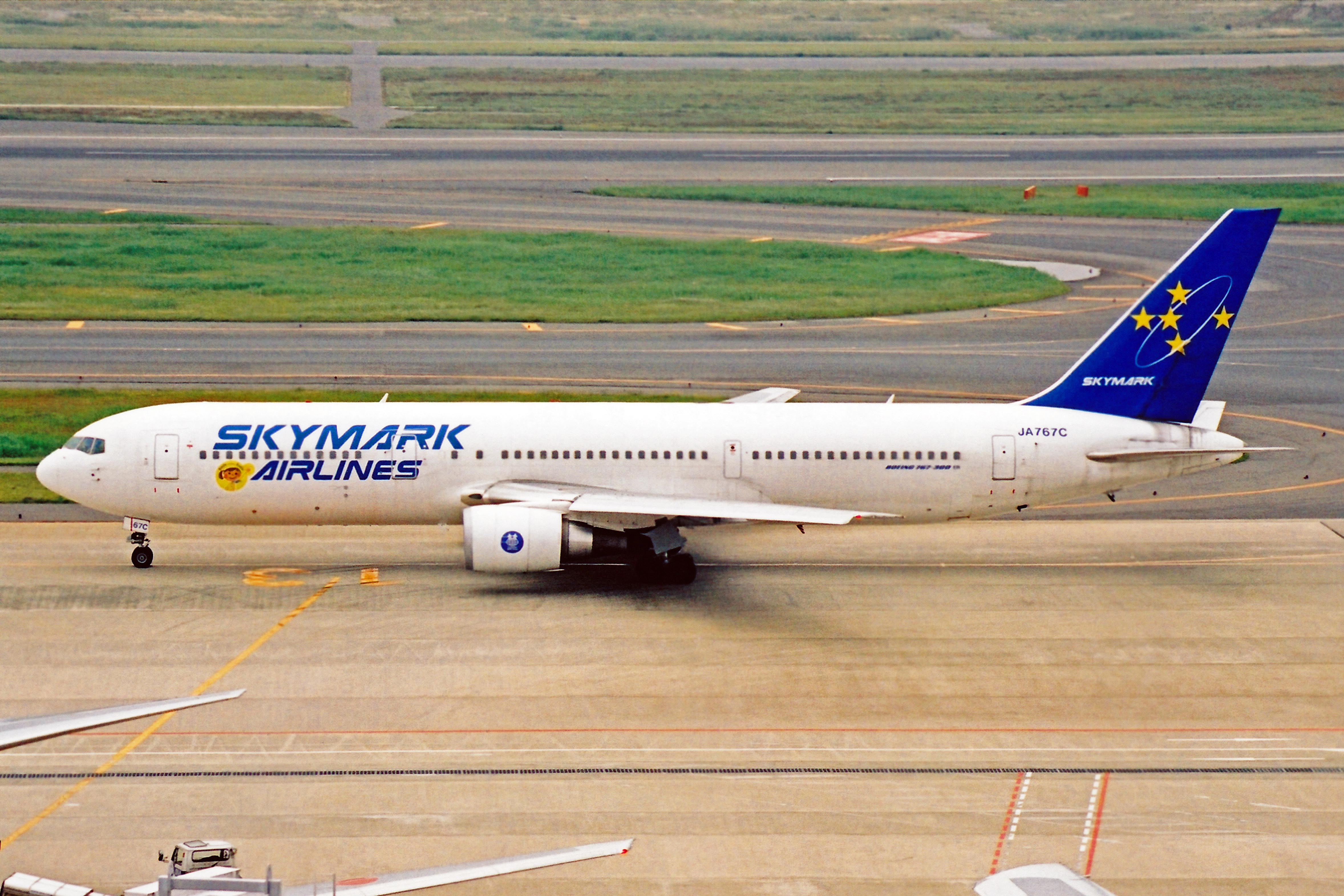
Un Boeing 767-300ER.

Skymark Airlines operava in precedenza con i seguenti aeromobili: